# Uniwersum DC
Uniwersum DC (ang. DC Universe) – linia wydawnicza obejmująca większość komiksów amerykańskiego wydawnictwa DC Comics publikowanych od grudnia 2017 do obecnej chwili. W jej ramach część serii komiksowych kontynuowała numerację z DC Odrodzenie (ang. DC Rebirth), a część serii po zmianie scenarzystów otrzymała nową numerację.

## Publikacja w Polsce
W Polsce wybrane komiksy w ramach Uniwersum DC ukazują się nakładem wydawnictwa Egmont Polska od października 2019 w formie tomów zbiorczych gromadzących po kilka zeszytów oryginalnych serii. Sama inicjatywa nie miała żadnego wprowadzenia jak było to w przypadku DC Odrodzenie.  

## Lista komiksówUniwersum DCwydanych w Polsce
| Lp. | Tytuł polski                                          | Tytuł oryginału                                                | Zawartość | Data polskiego wydania |
| --- | ----------------------------------------------------- | -------------------------------------------------------------- | --- | ---------------------- |
| 1   | Człowiek ze Stali                                     | The Man of Steel                                               | Zeszyty The Man of Steel (vol. 2) #1-6 (czerwiec-wrzesień 2018) oraz pojedyncza historia z DC Nation (vol. 2) #0 (maj 2018) | 02.10.2019             |
| 2   | Liga Sprawiedliwości: Bez Sprawiedliwości             | Justice League: No Justice                                     | Zeszyty Justice League: No Justice #1-4 (lipiec 2018) oraz pojedyncza historia z DC Nation (vol. 2) #0 (maj 2018) | 02.10.2019             |
| 3   | Superman Action Comics. Tom 1: Niewidzialna mafia     | Superman Action Comics Vol.1: Invisible Mafia                  | Zeszyty Action Comics (vol. 1) #1001-1006 (wrzesień 2018-marzec 2019) | 23.10.2019             |
| 4   | Liga Sprawiedliwości. Tom 1: Totalność                | Justice League: The Totality                                   | Zeszyty Justice League (vol.4) #1-7 (sierpień-listopad 2018) | 13.11.2019             |
| 5   | Superman. Tom 1: Saga jedności: Ziemia widmo          | Superman: The Unity Saga: Phantom Earth                        | Zeszyty Superman (vol. 5) #1-6 (wrzesień 2018-luty 2019) | 04.12.2019             |
| 6   | Liga Sprawiedliwości. Tom 2: Cmentarzysko Bogów       | Justice League: Graveyard of Gods                              | Zeszyty Justice League (vol. 4) #8-12 (listopad 2018-styczeń 2019), Justice League/Aquaman: Drowned Earth #1 (grudzień 2018) oraz Aquaman/Justice League: Drowned Earth #1 (styczeń 2019) | 22.01.2020             |
| 7   | Green Lantern. Tom 1: Galaktyczny Stróż Prawa         | The Green Lantern: Intergalactic Lawman                        | Zeszyty The Green Lantern #1-6 (styczeń-czerwiec 2019) | 25.03.2020             |
| 8   | Liga Sprawiedliwości. Tom 3: Planeta Jastrzębi        | Justice League: Hawkworld                                      | Zeszyty Justice League (vol. 4) #13-18 (luty-kwiecień 2019) oraz Justice League Annual (vol. 4) #1 (marzec 2019) | 25.03.2020             |
| 9   | Batman kontra Deathstroke                             | Batman vs. Deathstroke                                         | Zeszyty Deathstroke vol.4 #30-35 (czerwiec-listopad 2018) | 25.03.2020             |
| 10  | Batman, Który się Śmieje. Tom 1                       | The Batman Who Laughs                                          | Zeszyty The Batman Who Laughs #1-7 (luty-wrzesień 2019) oraz The Batman Who Laughs: The Grim Knight (maj 2019) | 29.04.2020             |
| 11  | Kryzys bohaterów                                      | Heroes in Crisis                                               | Zeszyty Heroes in Crisis #1-9 (wrzesień-maj 2019) | 20.05.2020             |
| 12  | Superman Action Comics. Tom 2: Nadejście Lewiatana    | Superman Action Comics Vol. 2: Leviathan Rising                | Zeszyty Action Comics (vol. 1) #1007-1011 (marzec-czerwiec 2019) oraz Superman: Leviathan Rising (lipiec 2019) | 03.06.2020             |
| 13  | Superman. Tom 2: Saga jedności: Ród El                | Superman: The Unity Saga: The House of El                      | Zeszyty Superman (vol. 5) #7-15 (marzec-listopad 2019) | 15.07.2020             |
| 14  | Batman Detective Comics. Tom 1: Mitologia             | Batman: Detective Comics Vol. 1: Mythology                     | Zeszyty Detective Comics (vol. 1) #994-999 (luty-kwiecień 2019) | 15.07.2020             |
| 15  | Batman Detective Comics #1000                         | Batman: Detective Comics 1000: The Deluxe Edition              | Zeszyt Detective Comics (vol. 1) #1000 (maj 2019) | 12.08.2020             |
| 16  | Lewiatan                                              | Event Leviathan                                                | Zeszyty Event Leviathan #1-6 (sierpień 2019-styczeń 2020) oraz Superman: Leviathan Rising Special (lipiec 2019) | 07.10.2020             |
| 17  | Liga Sprawiedliwości. Tom 4: Szósty Wymiar            | Justice League: The Sixth Dimension                            | Zeszyty Justice League (vol.4) #19-28 (maj-wrzesień 2019) | 07.10.2020             |
| 18  | Batman Detective Comics. Tom 2: Rycerz z Arkham       | Batman: Detective Comics Vol. 2: Arkham Knight                 | Zeszyty Detective Comics (vol. 1) #1001-1005 (czerwiec-sierpień 2019) | 14.10.2020             |
| 19  | Green Lantern. Tom 2: Dzień, w którym spadły gwiazdy  | The Green Lantern: The Day the Stars Fell                      | Zeszyty The Green Lantern #7-12 (lipiec-grudzień 2019) | 14.10.2020             |
| 20  | Superman Action Comics. Tom 3: Polowanie na Lewiatana | Superman Action Comics Vol. 3: Leviathan Hunt                  | Zeszyty Action Comics (vol. 1) #1012-1016 (sierpień-grudzień 2019) | 14.10.2020             |
| 22  | Batman, Który się Śmieje. Tom 2: Zarażeni             | The Batman Who Laughs: The Infected                            | Zeszyty Batman/Superman (vol. 2) #1-5 (październik-luty 2020), Black Adam: Year of The Villain (grudzień 2019), The Infected: King Shazam (styczeń 2020), The Infected: Scarab (styczeń 2020), The Infected: Deathbringer (luty 2020), The Infected: The Commissioner (luty 2020), Supergirl Annual #2 (styczeń 2020) | 25.11.2020             |
| 23  | Superman. Tom 3: Prawda ujawniona                     | Superman: The Truth Revealed                                   | Zeszyty Superman (vol.5) #16-21 (grudzień 2019-sierpień 2020) | 20.01.2021             |
| 24  | Batman Detective Comics. Tom 3: Pozdrowienia z Gotham | Batman: Detective Comics Vol. 3: Greetings from Gotham         | Zeszyty Detective Comics (vol. 1) #1006-1011 (sierpień-listopad 2019) | 20.01.2021             |
| 25  | Flash Forward                                         | Flash Forward                                                  | Zeszyty Flash Forward #1-6 (listopad 2019-kwiecień 2020) oraz materiał z Generation Zero: Gods Among Us (maj 2020) | 24.02.2021             |
| 26  | Liga Sprawiedliwości – Wojna totalna. Rok Łotrów      | Justice League: The Doom War                                   | Zeszyty DC Year of the Villain (lipiec 2019), Justice League (vol. 4) #26-39 (sierpień 2019), Black Mask: Year of the Villain (październik 2019), Sinestro: Year of the Villain (październik 2019), Lex Luthor: Year of the Villain (listopad 2019), Riddler: Year of the Villain (listopad 2019), The Joker: Year of the Villain (grudzień 2019), Batman/Superman (vol. 2) #6 (marzec 2020), Year of the Villain: Hell Arisen #1-4 (luty-maj 2020) | 14.04.2021             |
| 27  | Batman. Tom 1: Ich mroczne plany                      | Batman Vol. 1: Their Dark Designs                              | Zeszyty Batman (vol.3) #86-94 (marzec-wrzesień 2020) oraz materiał z Batman Secret Files #3 (sierpień 2020) | 19.05.2021             |
| 28  | Batman Detective Comics. Tom 4: Zimna zemsta          | Batman: Detective Comics Vol. 4: Cold Vengeance                | Zeszyty Detective Comics (vol. 1) #1012-1019 (listopad 2019-kwiecień 2020) | 16.06.2021             |
| 29  | Liga Sprawiedliwości. Tom 6: Do was należy zemsta     | Justice League: Vengeance is Thine                             | Zeszyty Justice League (vol. 4) #40-47 (luty-kwiecień 2019) oraz Justice League Annual (vol. 4) #2 (marzec 2019) | 16.06.2021             |
| 29  | Green Lantern. Tom 3: Blackstars.                     | Green Lantern: Blackstars                                      | Zeszyty The Green Lantern: Blackstars #1-3 (styczeń-marzec 2020) oraz The Green Lantern: Season Two #1-6 (kwiecień-październik 2020) | 28.07.2021             |
| 29  | Green Lantern. Tom 3: Blackstars.                     | The Green Lantern Season Two Vol. 1                            | Zeszyty The Green Lantern: Blackstars #1-3 (styczeń-marzec 2020) oraz The Green Lantern: Season Two #1-6 (kwiecień-październik 2020) | 28.07.2021             |
| 30  | Suicide Squad: Zła krew                               | Suicide Squad: Bad Blood                                       | Zeszyty Suicide Squad (vol. 6) #1-11 (luty 2020-styczeń 2021) oraz Flash Annual (vol. 5) #3 (sierpień 2020) | 25.08.2021             |
| 31  | Batman Detective Comics. Tom 5: Wojna Jokera          | Batman: Detective Comics Vol. 5: The Joker War                 | Zeszyty Detective Comics (vol. 1) #1020-1024, 1026 (kwiecień 2019-październik 2020), Detective Comics Annual (vol. 3) #3 (styczeń 2020), Batman: Pennyworth R.I.P. (kwiecień 2020) oraz pojedyncza historia z Detective Comics (vol. 1) #1027 (listopad 2020) | 25.08.2021             |
| 32  | Batman Death Metal. Tom 1                             | Dark Nights: Death Metal Part 1-3                              | Zeszyty Dark Nights: Death Metal #1-3 (sierpień-październik 2020), Dark Nights: Death Metal – Legends Of The Dark Knights (październik 2020), Dark Nights: Death Metal Guidebook (październik 2020) | 27.10.2021             |
| 32  | Batman Death Metal. Tom 1                             | Legends of the Dark Knights                                    | Zeszyty Dark Nights: Death Metal #1-3 (sierpień-październik 2020), Dark Nights: Death Metal – Legends Of The Dark Knights (październik 2020), Dark Nights: Death Metal Guidebook (październik 2020) | 27.10.2021             |
| 32  | Batman Death Metal. Tom 1                             | Dark Nights: Death Metal Guidebook                             | Zeszyty Dark Nights: Death Metal #1-3 (sierpień-październik 2020), Dark Nights: Death Metal – Legends Of The Dark Knights (październik 2020), Dark Nights: Death Metal Guidebook (październik 2020) | 27.10.2021             |
| 33  | Batman. Tom 2: Wojna Jokera                           | Batman Vol. 2: The Joker War                                   | Zeszyty Batman (vol. 3) #95-100 (wrzesień-grudzień 2020), fragmenty Batgirl (vol. 5) #47-48 (wrzesień-październik 2020), Detective Comics (vol. 1) #1025 (październik 2020), Harley Quinn (vol. 3) #75 (październik 2020), Red Hood and The Outlaws #48 (październik 2020), Nightwing (vol. 4) #74 (listopad 2020), Catwoman (vol. 5) #25 (listopad 2020) oraz Batman: The Joker War Zone #1 (listopad 2020)                                        | 27.10.2021             |
| 34  | Superman Action Comics. Tom 4: Metropolis w ogniu     | Superman Action Comics Vol. 4: Metropolis Doom                 | Zeszyty Action Comics (vol. 1) #1017-1021 (styczeń-maj 2020) | 24.11.2021             |
| 35  | Batman Death Metal. Tom 2                             | Dark Nights: Death Metal Part 4                                | Zeszyty Dark Nights: Death Metal #4 (grudzień 2020), Dark Nights: Death Metal – Trinity Crisis (listopad 2020), Dark Nights: Death Metal – Robin King (grudzień 2020), Dark Nights: Death Metal – Multiversum’s End (listopad 2020), Dark Nights: Death Metal – Rise Of The New God (grudzień 2020) | 08.12.2021             |
| 35  | Batman Death Metal. Tom 2                             | Dark Nights: Death Metal – Trinity Crisis                      | Zeszyty Dark Nights: Death Metal #4 (grudzień 2020), Dark Nights: Death Metal – Trinity Crisis (listopad 2020), Dark Nights: Death Metal – Robin King (grudzień 2020), Dark Nights: Death Metal – Multiversum’s End (listopad 2020), Dark Nights: Death Metal – Rise Of The New God (grudzień 2020) | 08.12.2021             |
| 35  | Batman Death Metal. Tom 2                             | Dark Nights: Death Metal – Robin King                          | Zeszyty Dark Nights: Death Metal #4 (grudzień 2020), Dark Nights: Death Metal – Trinity Crisis (listopad 2020), Dark Nights: Death Metal – Robin King (grudzień 2020), Dark Nights: Death Metal – Multiversum’s End (listopad 2020), Dark Nights: Death Metal – Rise Of The New God (grudzień 2020) | 08.12.2021             |
| 35  | Batman Death Metal. Tom 2                             | Dark Nights: Death Metal – Multiversum’s End                   | Zeszyty Dark Nights: Death Metal #4 (grudzień 2020), Dark Nights: Death Metal – Trinity Crisis (listopad 2020), Dark Nights: Death Metal – Robin King (grudzień 2020), Dark Nights: Death Metal – Multiversum’s End (listopad 2020), Dark Nights: Death Metal – Rise Of The New God (grudzień 2020) | 08.12.2021             |
| 35  | Batman Death Metal. Tom 2                             | Dark Nights: Death Metal – Rise Of The New God                 | Zeszyty Dark Nights: Death Metal #4 (grudzień 2020), Dark Nights: Death Metal – Trinity Crisis (listopad 2020), Dark Nights: Death Metal – Robin King (grudzień 2020), Dark Nights: Death Metal – Multiversum’s End (listopad 2020), Dark Nights: Death Metal – Rise Of The New God (grudzień 2020) | 08.12.2021             |
| 36  | Superman. Tom 4: Mitologiczność                       | Superman: Mythological                                         | Zeszyty Superman (vol.5) #23-28 (wrzesień 2020-luty 2021) | 08.12.2021             |
| 37  | Green Lantern. Tom 4: Ultrawojna                      | The Green Lantern Season Two Vol. 2                            | Zeszyty The Green Lantern: Season Two #7-12 (listopad 2020-maj 2021) | 23.02.2022             |
| 38  | Batman Death Metal. Tom 3                             | Dark Nights: Death Metal Part 5                                | Zeszyty Dark Nights: Death Metal #5 (styczeń 2021), Dark Nights: Death Metal – Infinite Hour Exxxtreme! (styczeń 2021), Dark Nights: Death Metal – The Multiverse Who Laughs (styczeń 2021), Justice League (vol. 4) #53-57 (listopad 2020-styczeń 2021) | 23.03.2022             |
| 38  | Batman Death Metal. Tom 3                             | Dark Nights: Death Metal – Infinite Hour Exxxtreme!            | Zeszyty Dark Nights: Death Metal #5 (styczeń 2021), Dark Nights: Death Metal – Infinite Hour Exxxtreme! (styczeń 2021), Dark Nights: Death Metal – The Multiverse Who Laughs (styczeń 2021), Justice League (vol. 4) #53-57 (listopad 2020-styczeń 2021) | 23.03.2022             |
| 38  | Batman Death Metal. Tom 3                             | Dark Nights: Death Metal – The Multiverse Who Laughs           | Zeszyty Dark Nights: Death Metal #5 (styczeń 2021), Dark Nights: Death Metal – Infinite Hour Exxxtreme! (styczeń 2021), Dark Nights: Death Metal – The Multiverse Who Laughs (styczeń 2021), Justice League (vol. 4) #53-57 (listopad 2020-styczeń 2021) | 23.03.2022             |
| 38  | Batman Death Metal. Tom 3                             | Justice League: Doom Metal                                     | Zeszyty Dark Nights: Death Metal #5 (styczeń 2021), Dark Nights: Death Metal – Infinite Hour Exxxtreme! (styczeń 2021), Dark Nights: Death Metal – The Multiverse Who Laughs (styczeń 2021), Justice League (vol. 4) #53-57 (listopad 2020-styczeń 2021) | 23.03.2022             |
| 39  | Batman Detective Comics #1027                         | Batman: Detective Comics #1027 Deluxe Edition                  | Zeszyty Batman Detective Comics #1027 (wrzesień 2020) | 23.03.2022             |
| 40  | Batman Death Metal. Tom 4                             | Dark Nights: Death Metal Part 6-7                              | Zeszyty Dark Nights: Death Metal #6-7 (luty-marzec 2021), Dark Nights: Death Metal – The Last Stories of The DC Universe (luty 2021), Dark Nights: Death Metal – The Secret Origin (luty 2021), Dark Nights: Death Metal – The Last 52: War of The Multiverses (luty 2021) | 13.04.2022             |
| 40  | Batman Death Metal. Tom 4                             | Dark Nights: Death Metal – The Last Stories of The DC Universe | Zeszyty Dark Nights: Death Metal #6-7 (luty-marzec 2021), Dark Nights: Death Metal – The Last Stories of The DC Universe (luty 2021), Dark Nights: Death Metal – The Secret Origin (luty 2021), Dark Nights: Death Metal – The Last 52: War of The Multiverses (luty 2021) | 13.04.2022             |
| 40  | Batman Death Metal. Tom 4                             | Dark Nights: Death Metal – The Secret Origin                   | Zeszyty Dark Nights: Death Metal #6-7 (luty-marzec 2021), Dark Nights: Death Metal – The Last Stories of The DC Universe (luty 2021), Dark Nights: Death Metal – The Secret Origin (luty 2021), Dark Nights: Death Metal – The Last 52: War of The Multiverses (luty 2021) | 13.04.2022             |
| 40  | Batman Death Metal. Tom 4                             | Dark Nights: Death Metal – The Last 52: War of The Multiverses | Zeszyty Dark Nights: Death Metal #6-7 (luty-marzec 2021), Dark Nights: Death Metal – The Last Stories of The DC Universe (luty 2021), Dark Nights: Death Metal – The Secret Origin (luty 2021), Dark Nights: Death Metal – The Last 52: War of The Multiverses (luty 2021) | 13.04.2022             |
| 41  | Batman. Tom 3: Opowieści o duchach                    | Batman Vol. 3: Ghost Stories                                   | Zeszyty Batman (vol. 3) #101-105 (grudzień 2020-luty 2021), Batman Annual (vol. 3) #5 (luty 2021) oraz fragmenty z Batgirl #48-49 (październik-listopad 2020) | 27.04.2022             |
| 42  | Superman Action Comics. Tom 5: Ród Kentów             | Superman Action Comics Vol. 5: The House of Kent               | Zeszyty Action Comics (vol. 1) #1022-1028 (sierpień 2020-luty 2021) | 18.05.2022             |